# Rivière Collin (rivière Mégiscane)
Pour les articles homonymes, voir Collin et Rivière Collin.
La rivière Collin est un affluent de la rive nord de la rivière Mégiscane, coulant dans la ville de Senneterre, dans la municipalité régionale de comté (MRC) de La Vallée-de-l'Or, dans la région administrative de l’Abitibi-Témiscamingue, au Québec, au Canada.
Le cours de la rivière traverse successivement les cantons de Boisseau et Jurie.
La rivière Collin coule entièrement en territoire forestier, généralement vers le sud en traversant cinq plans d’eau. La foresterie constitue la principale activité économique de ce bassin versant. La route R0806 (chemin de la Pénétration) coupe d’Est en Ouest la partie inférieure de la rivière Collin ; des routes secondaires et forestières desservent l’ensemble de ce bassin versant. La surface de la rivière est habituellement gelée de la mi-décembre à la mi-avril.

## Géographie

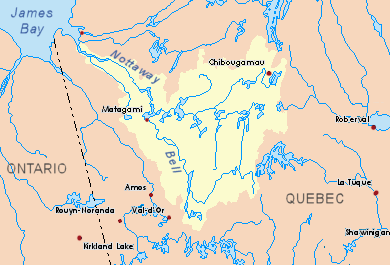
Bassin hydrographique de la rivière Nottaway.

La rivière Collin prend sa source à l’embouchure d’un lac non identifié (longueur : 2,0 km formé en longueur dans l’axe Nord-Sud avec un rétrécissement des rives au centre du lac ; altitude : 461 m).
L’embouchure de ce lac de tête est situé à 3,6 km au sud-est de la route R0807 dont le tracé vers le nord passe à l'ouest du lac Martin ; à 18,1 km au nord de la confluence de la rivière Collin avec la rivière Mégiscane ; à 35,0 km à l'est du centre-ville de Senneterre ; et à 37,4 km au sud-est de l’embouchure du lac Parent.
Les principaux bassins versants voisins de la rivière Collin sont :
- côté nord : lac du Maire-Bilodeau ;
- côté est : lac Doyon, rivière Bastien, lac Faillon, rivière Mégiscane ;
- côté sud : rivière Mégiscane ;
- côté ouest : lac Martin, ruisseau Signay, ruisseau Sunday, rivière Brassier, lac Parent.

À partir de sa source, la rivière Collin coule sur 22,1 km selon les segments suivants :
- 4,0 km vers le sud notamment en traversant un premier lac non identifié (longueur : altitude : 458 m) et un second lac, jusqu’à son embouchure ;
- 2,5 km vers le sud en traversant le lac Régis (longueur : 1,3 km ; altitude : 425 m) sur sa pleine longueur, jusqu’à son embouchure ;
- 3,2 km vers le sud notamment en traversant un lac non identifié (longueur : 0,7 km ; altitude : 417 m), jusqu’à l’embouchure d’un second lac non identifié ;
- 1,9 km vers le sud, jusqu’à la décharge du lac Délisle (venant du nord-est) ;
- 1,7 km vers le sud, jusqu’à la décharge du lac Lamarche (venant du nord-est) ;
- 3,4 km vers le sud, jusqu’à la route R0806 (chemin de la Pénétration) ;
- 5,4 km vers le sud, jusqu’à sa confluence[2].

La rivière Collin se décharge sur la rive nord de la rivière Mégiscane (altitude : 340 m) laquelle coule vers le sud-ouest, puis le nord-ouest, jusqu’au lac Parent lequel se déverse dans la rivière Bell, un affluent du lac Matagami. Ce dernier lac se déverse à son tour dans la rivière Nottaway, un affluent de la rive sud-est de la Baie James.
Cette confluence de la rivière Collin avec la rivière Mégiscane se déverse à :
- 3,36 km au sud-est de l’embouchure du lac Faillon ;
- 53,3 km au sud-est de l’embouchure du lac Parent ;
- 35,2 km au sud-est de la confluence de la rivière Mégiscane avec le lac Parent ;
- 1,8 km au nord-est du chemin de fer du Canadien National ; l’arrêt ferroviaire la plus prêt étant Press ;
- 36,9 km à l'est du centre du village de Senneterre.

## Toponymie
Le toponyme rivière Collin a été officialisé le 5 décembre 1968 à la Commission de toponymie du Québec.